# Merlin (sèrie de televisió)
Merlin és una sèrie de televisió britànica estrenada el 2008 i acabada el 2012. Està basada en la llegenda artúrica del mag Merlí i la seva relació amb el rei Artús, tot i que difereix significativament de les versions tradicionals del mite. Produïda per la productora independent Shine Limited per a BBC One, la sèrie està dissenyada per emetre's al mateix horari que altres sèries familiars com Doctor Who o Robin Hood, sense contingut violent ni temes suggerents. La sèrie compta amb cinc temporades, BBC One anuncià el novembre de 2012 que la sèrie no seria renovada.

## Argument
En Merlí és un jove mag que arriba al regne de Camelot després que la seva mare s'encarregués perquè ell es quedés amb el metge de la cort, en Gai. Allà hi descobreix que el rei Uther Pendragon ha prohibit la màgia i empresonat l'últim drac a les profunditats del regne. Després d'escoltar una veu misteriosa dins del seu cap, en Merlí es dirigeix a la caverna sota de Camelot on es troba amb el Gran Drac, que diu a en Merlí que té un paper molt important: protegir el fill d'Uther, Artús, que farà néixer un gran regne. Tot i que ell respon que es deu tractar d'un error, atès que quan en Merlí coneix l'Artús, ell creu que és un pinxo arrogant i tossut i l'Artús, de la mateixa manera, té una opinió menys estel·lar d'en Merlí, i no semblen avenir-se. Després de salvar la vida del príncep, en Merlí es converteix en el seu serf i amb el temps tots dos arriben a ser amics. Però quan les accions d'Uther causen que la seva protegida Morgana es torni en contra de Camelot, en Merlí ha d'aliar-se amb el rei per salvar el futur del regne d'Albion.

## Personatges principals
- Colin Morgan com Merlí:[1] el protagonista principal, un jove mag que arriba al regne de Camelot després que la seva mare l'enviés a viure amb el metge de la cort, Gai. El seu destí és assegurar-se que l'Artús es converteixi en rei i no mori abans que Camelot accepti la màgia de nou. Segons en Merlí, ell feia màgia abans d'aprendre a parlar. Allà intenta mantenir els seus poders en secret, es converteix en pupil d'en Gai i descobreix que és l'últim dels Senyors dels Dracs, per la qual cosa pot controlar i parlar amb el drac que habita a la cova sota Camelot. També té un gran afecte per la Morgana, abans que ella es faci sacerdotessa d'una antiga religió. Quan en Merlí coneix l'Artús, creu que només és un pinxo arrogant i l'Artus també té una opinió dolenta sobre en Merlí. La seva relació inicial era conflictiva, atès que tots dos es coneixien poc i llurs diferents personalitats els feien topar amb freqüència, tot i que amb el pas del temps arriben a entendre's i a agradar-se mútuament. En Merlí és descrit com una persona humil, simpàtica, molt optimista, divertida, valenta i amable; amb pinzellades d'ingenuïtat i idealisme.
- Bradley James com el príncep Artús:[2] l'arrogant i tossut però just fill del rei Uther, fou profetitzat per convertir-se en el futur gran rei que uniria la terra d'Albion, i es revelà a l'episodi "Excalibur" haver estat concebut amb l'ajut de la màgia, a causa que la seva mare no podia tenir fills. Al començament, l'Artús era un pinxo, llançava ganivets a un serf per fer-lo cridar de terror, es burlava i provocava baralles a en Merlín en moltes ocasions per simplement fer que els altres es riguessin d'ell. Tanmateix, en el transcurs de la primera temporada, l'Artús comença a madurar, demostrant que li importa la gent i no és tan egoista com semblava. Amb el pas del temps, l'Artús arriba a estimar-se en Merlí com un germà, encara que aquest ho negui, atès que va desobeir les ordres del seu pare i arriscà la seva pròpia vida per buscar una cura per a en Merlí, després que ell begués d'una copa enverinada. En morir el seu pare ascendeix al tron de Camelot, esdevenint el rei Artús Pendragon.
- Angel Coulby com Guinevere (Gwen): l'enamorada de l'Artús. Fidel aliada al regne de Camelot i regna al final de la quarta temporada. En un principi era la serventa de la Morgana. La Morgana la descriu com la persona més amable i lleial que es pugui conèixer. Quan coneix en Merlí, admet que pensa que ell és valent i un vertader heroi per enfrontar-se a l'Artús, i és el començament d'una petita atracció que tots dos senten l'un envers l'altre. Encara que ella enviï senyals a en Merlí per demostrar-li el seu amor, ell sembla no tenir idea del que passa. En Merlí la fa riure i ella admet que li agrada, i fins i tot arriba a fer-li un petó a l'episodi "El calze enverinat". Tanmateix, en Merlí només està platònicament enamorat d'ella, atès que ha vist la seva relació amb l'Artús. En Merlí confia en ella i, sovint, s'allista en diverses missions per ajudar-la, sobretot en la recerca de Lancelot perquè es converteixi en un cavaller. La Gwen és imprescindible per salvar la vida de l'Artús.